# Vernon (villa)
Vernon es una villa ubicada en el condado de Oneida, estado de Nueva York. Tiene una población estimada, a mediados de 2021, de 1168 habitantes.

## Geografía
La localidad está ubicada en las coordenadas 43°4′45″N 75°32′19″O / 43.07917, -75.53861 (43.079195, -75.538561). Según la Oficina del Censo, tiene un área total de 2.46 km², de la cual 2.45 km² son tierra y 0.01 km² son agua.

## Demografía
Según la Oficina del Censo, en 2000 los ingresos medios de los hogares de la localidad eran de $34,600 y los ingresos medios de las familias eran de $41,375. Los hombres tenían ingresos medios por $33,984 frente a los $23,804 que percibían las mujeres. Los ingresos per cápita para la localidad eran de $17,930. Alrededor del 9.7% de la población estaba por debajo del umbral de pobreza.
De acuerdo on la estimación 2017-2021 de la Oficina del Censo, los ingresos medios de los hogares de la localidad son de $65,114 y los ingresos medios de las familias son de $85,795. Alrededor del 8.3% de la población está por debajo del umbral de pobreza.